# アジ電車
アジ電車（アジでんしゃ）とは、日本国有鉄道（国鉄）の労使紛争が激しかった主に1970年代初頭に見られた、アジテーション（扇動）のスローガンを車両へ書きなぐったり、ビラやステッカーを貼り付けて使用されていた電車のこと。「スローガン列車」とも呼ばれた。

## 概要
公共企業体職員である国鉄職員は国家公務員に準ずる扱いであったため、労働三権のうち争議権と団体交渉権が認められていなかったが、国鉄労働組合（国労）、国鉄動力車労働組合（動労）などの左派労組は、「スト権スト」と呼ばれる「ストライキ権を要求するストライキ」を繰り広げたり、法律や業務規則を過剰なまでに遵守することで意図的に作業能率を落とす順法闘争などを行っていた。それらの運動に対する職員の士気を盛り上げるため、列車の車両にペンキなどのようなものでスローガンを大書きしたり、あるいはビラやステッカーを貼りつけたりした。目的がアジテーションであるため、当初は車両そのものを破壊するようなことはなく、落書きもチョークか、消石灰を水に溶いたものを使用していた。
1960年代に持ち上がったマル生運動（生産性向上運動）、および1973年から1975年にかけての「スト権スト」などでは、国鉄当局による国労や動労所属の組合員に対する不当労働行為や、意図的に鉄道労働組合のような当局協調型の労働組合に移籍させようとする動きも見られたため、「マル生打倒」などのスローガンが列車に書きなぐられた。また、国労・動労によるストライキや順法闘争により特に首都圏・京阪神国電区間の列車が全面運休に追い込まれたため、市民は私鉄や路線バスへの迂回を余儀なくされたほか、時には怒りを爆発させて国鉄の車両や係員に危害を加えようとする事態にまで発展したことがあった（1973年の高崎線を舞台とした上尾事件など）。
一方、雇用主に対して国労並みに強力な労組が存在した東武鉄道では、対抗措置として当時最新鋭の8000系から半鋼製の旧型電車までを、石灰による落書きが目立ちにくいセイジクリーム一色に統一したとする説が存在する。ただ、国労の闘争が行き詰ったこともあり、東武を含め私鉄各社でこうした現象はほとんど見られなかった。
なお、落書きやビラは電車に限らず、気動車や機関車、客車、貨車にも見られた。また、駅の建造物にも同じようなことがなされていたことがあった。後年は落書きにペンキ等が使われたため、それらを消去した痕跡が現在においても首都圏を中心とした鉄道施設等で見られる。また、鉄道博物館に収蔵されているC57 135のテンダー側面にもスローガンを消した痕跡が残っている。

## 日本以外

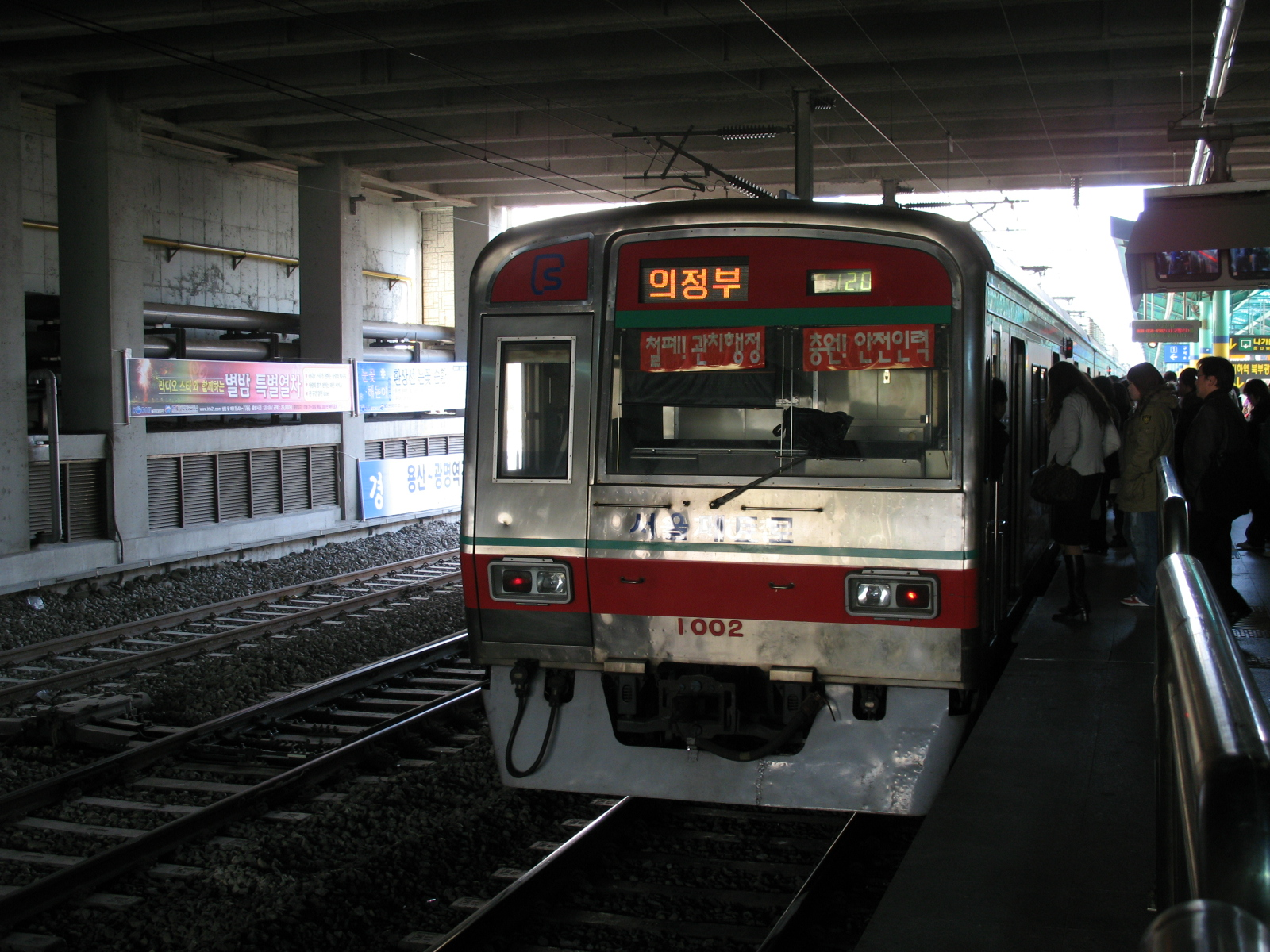
ソウル交通公社1000系の前面窓にスローガンが掲出されている例

労働運動が活発な韓国でもソウル交通公社のうち旧ソウルメトロ（旧：ソウル特別市地下鉄公社）の車両を中心に、こうした行為が見られる - 前面の「철폐! 관치행정 충원! 안전인력」（偽り創意中止！市民安全確保！）の部分がスローガンである。